# Il favorito della grande regina
Il favorito della grande regina (The Virgin Queen) è un film del 1955, diretto da Henry Koster; la storia è tratta dal racconto Sir Walter Raleigh di Harry Brown.

## Trama
Narra dell'incontro fra Walter Raleigh e la regina Elisabetta I. Tra l'invidia e l'odio di Sir Christopher Hatton, Diventa prima capitano della Guardia del Corpo e alla fine ammiraglio. Si innamora di lady Beth Throgmorton e la sposa. Il figlio che aspetta da lei sarà la sua rovina, scatenando le ira della regina che lo condannerà a morte, anche se alla fine ripenserà alla punizione da infliggergli.

## Produzione
Il film fu prodotto dalla Twentieth Century-Fox.

## Distribuzione
Distribuito dalla Twentieth Century-Fox Film Corporation, negli USA il film uscì in sala il 22 luglio 1955. Nella Germania Federale, fu distribuito l'8 novembre 1955, mentre in Svezia e in Francia uscì rispettivamente il 5 e il 9 dicembre. Nel 1956, fu presentato anche in Austria (gennaio), Belgio (2 marzo), Portogallo (25 giugno) e Finlandia (2 novembre). Nel 1960, venne distribuito anche in Danimarca (23 maggio) e in Spagna (1º novembre).